# Västra Sallerups kyrka
Inte att förväxla med Eslövs kyrka, som bar namnet Västra Sallerups kyrka till 1952.

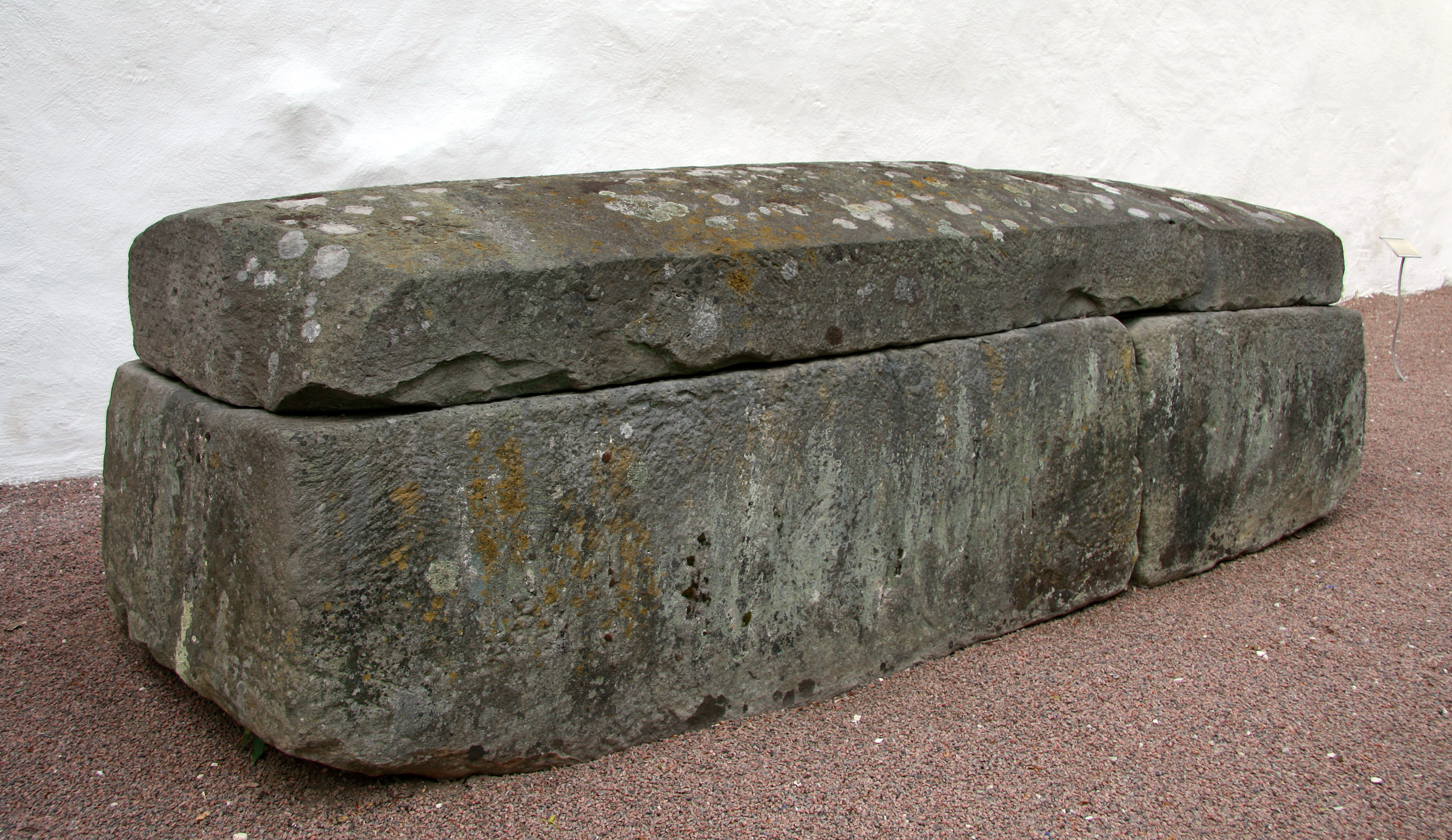
Stenkista från kyrkans äldsta tid

Västra Sallerups kyrka, mellan 1891 och 1952 Västra Sallerups gamla kyrka, är en kyrkobyggnad i utkanten av Eslöv, i Västra Sallerups socken. Den tillhör Eslövs församling i Lunds stift. Kyrkan byggdes i slutet av 1100-talet och har kyrkokonst bevarad från sent 1100-tal och framåt.

## Västra Sallerups ödekyrka
Västra Sallerups kyrka är den ursprungliga församlingskyrkan i Eslöv. När det 1891 byggdes en ny kyrka i det växande stationssamhället Eslöv var tanken dock att den nya kyrkan skulle ersätta den gamla kyrkan i Västra Sallerups by. Från byggåret 1891 till 1952 bar nuvarande Eslövs kyrka också namnet "Vestra Sallerups kyrka" vilket än idag står att läsa på inskriptionen över ingången. Då Remmarlövs och Västra Sallerups församlingar 1952 gick upp i Eslövs pastorat bytte församlingen namn till Eslövs församling och samtidigt bytte kyrkan i stationssamhället namn till Eslövs kyrka och Västra Sallerups gamla kyrka återfick sitt tidigare namn.

## Ödekyrka, restaurering och återinvigning
Då den nya och betydligt större kyrkan i slutet av 1800-talet byggdes nere i stationssamhället Eslöv var meningen att Västra Sallerups gamla kyrka skulle rivas. På anhållan av församlingen hade Kungl. Maj:t 23 augusti 1889 medgivit att kyrkan fick rivas. 1891 beslöt dock kyrkostämman att inte använda sig av tillståndet utan endast riva ner tillbyggnaden mot norr från 1793 med motiveringen såsom varande både obehövlig och i saknad av all arkitektur. Kyrkan fick alltså stå kvar, även om det till en början var som ödekyrka. Dock skedde här helgmålsringning varje lördagskväll samt förstringning på söndagsmorgonen.
Den 22 november 1891 höll seminarieadjunkt Karl Esscher den sista gudstjänsten i Västra Sallerups kyrka i egenskap av församlingens huvudkyrka. Söndagen därpå, första söndagen i advent 29 november, invigdes den nya kyrkan i stationssamhället Eslöv av kontraktsprost Ored Palm i Västra Karaby.
1938 beslöt kyrkofullmäktige att avsätta pengar i en restaureringsfond till kyrkan. Året därpå inkom man till riksantikvarieämbetet med en framställan om medverkan till förslag om restaurering och 1940 översände riksantikvariatet ett förslag till restaurering. År 1945 påbörjades en konservering av kalkmålningarna. År 1950 började man restaurera själva kyrkobyggnaden, då bland annat orgelläktaren revs. Det nya orgelhuset ritades av domkyrkoarkitekten Eiler Græbe.
År 1891 byggdes Västra Sallerups predikstol från 1615 om samt restaurerades och därefter placerades den tillsammans med den gamla dopfunten i den nya kyrkan nere i stationssamhället. Både predikstol och dopfunt återbördades till Västra Sallerups kyrka i samband med restaureringen.
Söndagen 7 juni 1953 återinvigdes Västra Sallerups medeltidskyrka av biskop Anders Nygren. Söndagen därpå, 14 juni, predikade prosten Carl Winslow. Kyrkan rymmer omkring 120 besökare.Den är populär kyrka för bland annat vigslar och barndop.

### Kyrkmålningar
Vid restaureringen av kalkmålningarna hittade man utsmyckningar från sex olika tidsperioder, varav det äldsta lagret härstammade från 1150–75. Där den äldsta bevarade målningen, som finns vid ett romanskt fönster på norra korväggen föreställande Martin av Tours.
På vinden, ovanför valvet, som slogs upp på 1400-talet, finns det tidigmedeltida målningar av bland annat Sankt Mikael.
De yngsta är bäst bevarad och är i den höggotiska "sköna stilen". Dessa målades någon gång mellan åren 1434 och 1452 av en välutbildad målar, kallad Sankt Georgsmästaren, vilket ses på linjeföringen i dräkternas rika veckfall i långhusets stora bild av Marie Himmelskröning. Samme målare som utförde dessa målningar hade även ansvarat för utsmyckningen i ärkebiskop Peder Lykkes kapell, vilket heter Sankt Georgekapellet, i Lunds domkyrka omkring 1430.
På korets norra vägg är donatorn Claus Nielsen Sparre med familj avbild.

## 1700-talet
År 1724 befanns kyrkan
| ” | wara så förfallen, att man knappt utan lifsfara kunde gå derin; tornet war nedfallet och en del af hwalfet hade nedrasat; för flera år sedan hade timmer sten och kalk för kyrkans reparerande blifwit inköpta, men icke dertill använda, utan genom wanvård förderfwade och förskingrade. | „ |

En tillbyggnad mot norr gjordes 1793.

## Västra Sallerups prästgård

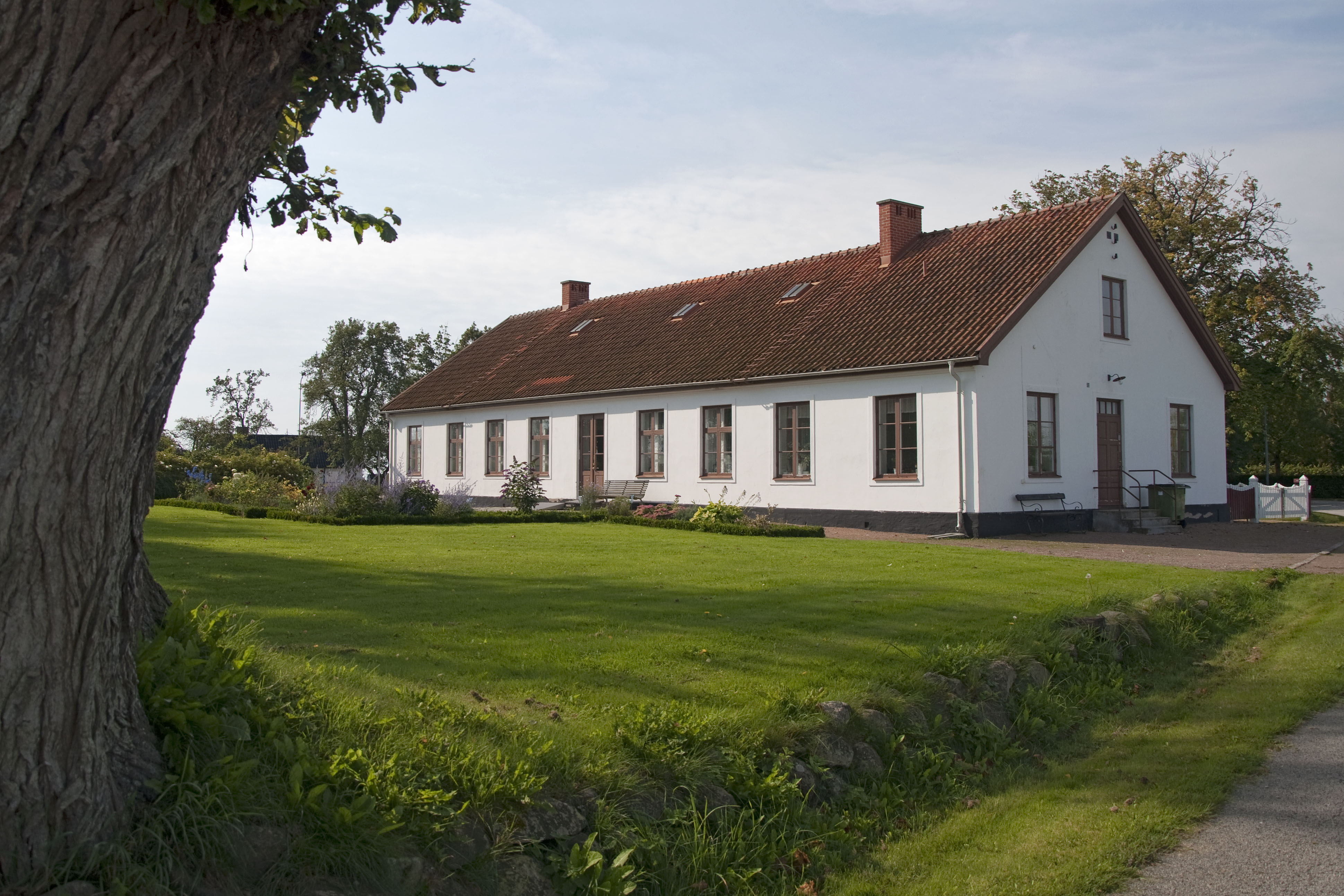
Prästgården i september 2011.

År 1868 byggdes vid kyrkan en prästgård. År 1921 flyttade den sista prästen ut. År 1925 förstördes den södra längan i en eldsvåda. Prästgården byggnadsminnesförklarades 1978. Byggnaden stod under en längre tid tom och förföll, men återinvigdes 1992 efter en omfattande restaurering och används idag som samlingslokal.

## Kyrkklockorna
Kyrkan har två klockor. Den stora göts år 1753 av Andreas Wetterholtz i Malmö, och den lilla år 1840 av G.O. Fredriksson i Kristianstad.

### Den försvunna kyrkklockan
I Nykers kyrka, i närheten av Rønne på Bornholm, hänger en kyrkklocka med inskriptionen: Denne klokke er bekostet af Sallerup tiendes ofverløb og sognens tilleg anno 1639. Patron Fredrich Günther. Presten Her Henrich Wreden. Kirkewerger Oluf Trolsen, Oluf Ibsen.
Frågan är hur en kyrkklocka avsedd för Västra Sallerup hamnat på Bornholm. Muntlig tradition säger att en kyrkklocka "stals" under kriget mellan svenskar och danskar. Allan Arvastson, kyrkohistoriker, anser det troligt att kyrkklockan fördes över av de sockenbor som lämnade Västra Sallerup under skånska kriget 1675–1679 vilket stämmer väl överens med den muntliga traditionen. Ett alternativ till hur klockan hamnade på Bornholm är att den aldrig kom till Västra Sallerup från Köpenhamn där den göts 1639.
Albert Olsson nämner kyrkklockan i sin romansvit om eslövsböndernas liv och leverne årtiondena före Roskildefreden.

## Inventarier
- Dopfunt från 1100-talet gjord av Mårten stenmästare[1]
- Predikstol från 1615 gjord av Jakob Kremberg[1]
- Medeltida kalkmålningar pryder väggar och tak, bland annat heraldiska vapen för ätten Sparre av Ellinge.[4] Möjligen utförda av Unionsmästaren.

### Orgel
- 1819 byggde Carl Grönvall, Hyby en orgel.
- Den nuvarande orgeln byggdes 1965 av A. Mårtenssons Orgelfabrik AB, Lund och är en mekanisk orgel.[1]

| Huvudverk I       | Svällverk II      | Pedal         | Koppel |
| Rörflöjt 8'       | Gedackt 8´        | Gedackt 16´   | I/P    |
| Principal 4'      | Koppelflöjt 4'    | Kvintadena 4' | II/P   |
| Mixtur 3 chor     | Gemshorn 2'       |               | II/I   |
| Krumhornsregal 8' | Cymbel 2 chor     |               |        |
|                   | Crescendosvällare |               |        |